# Inga edulis
Inga edulis, es un árbol leguminoso de América. Se distribuye desde la Amazonía, América Central y las Islas del Caribe, presente en Brasil, Costa Rica, El Salvador, Honduras, Guatemala, Venezuela, Ecuador, Colombia, Panamá,  Nicaragua, México y Perú. Su valor radica en sus grandes vainas dulces, su capacidad de fijación de nitrógeno, producción de madera y por formar doseles de sombra en cultivos perennes como el café y el cacao del neotrópico. El árbol alcanza los 20 metros de altura y fructifica generalmente en época lluviosa razón por la cual solo se encuentra en ciertas temporadas del año, en condiciones ideales el árbol puede fructificar dos veces por año. 
El nombre común de esta planta presenta variaciones regionales a lo largo de su distribución geográfica y los nombres también se comparten con los frutos de otros miembros del género Inga como Inga inicuil o Inga vera. Los nombres más comunes que recibe el fruto, es decir la vaina, son  aguatope, cuajiniquil, guaba o guama (Colombia), jinicuile, mandraque (Ecuador), pacae o pacay, paterna (Honduras) y pepeto (El Salvador).  
Es una de las especies de más extenso uso para sombra en cafetales en el neotrópico. En la Lengua Quechua (Zona andina sudamericana) INGA es la palabra originaria de Inka, quien era el monarca del Imperio Inca. Los "Ingas" o clase noble de los inkas tuvieron que refugiarse en muchas zonas andinas y poco accesibles de Perú, Colombia, Argentina, Bolivia, Chile, Ecuador. Tal es así que en estas zonas el apellido Inga existe. La palabra jinicuil viene del Nahuatl icxinecuilli, de icxi(tl), que significa “pie”, y necuilli, torcido, es decir "pie torcido" debido a la forma de sus vainas, que asemejan las plantas de los pies.  
Inga edulis fue descrita por primera vez por Carl Friedrich Philipp von Martius y publicado en Flora 20(2, Beibl.): 113–114. 1837.

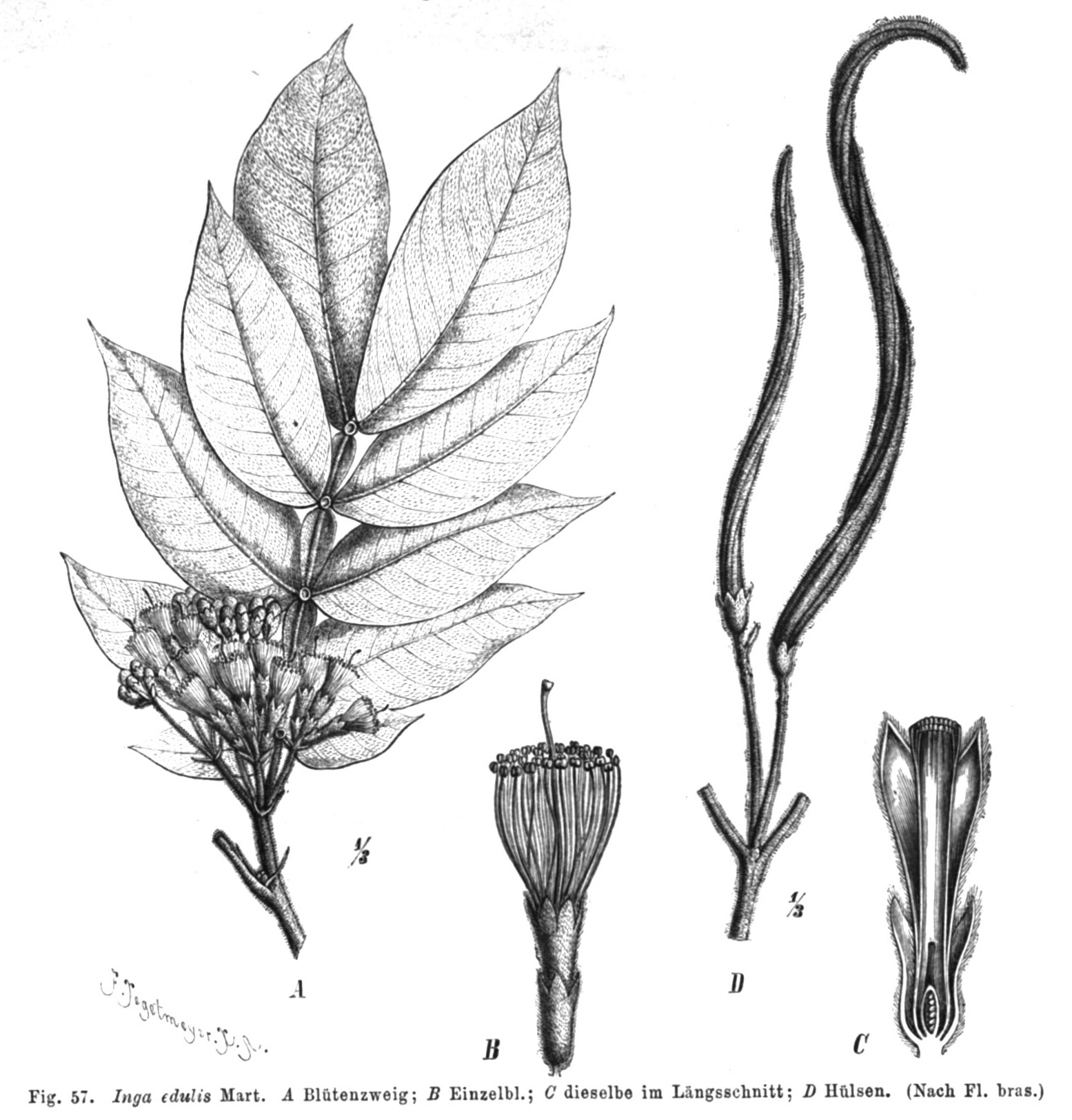
ilustración de Tauber.

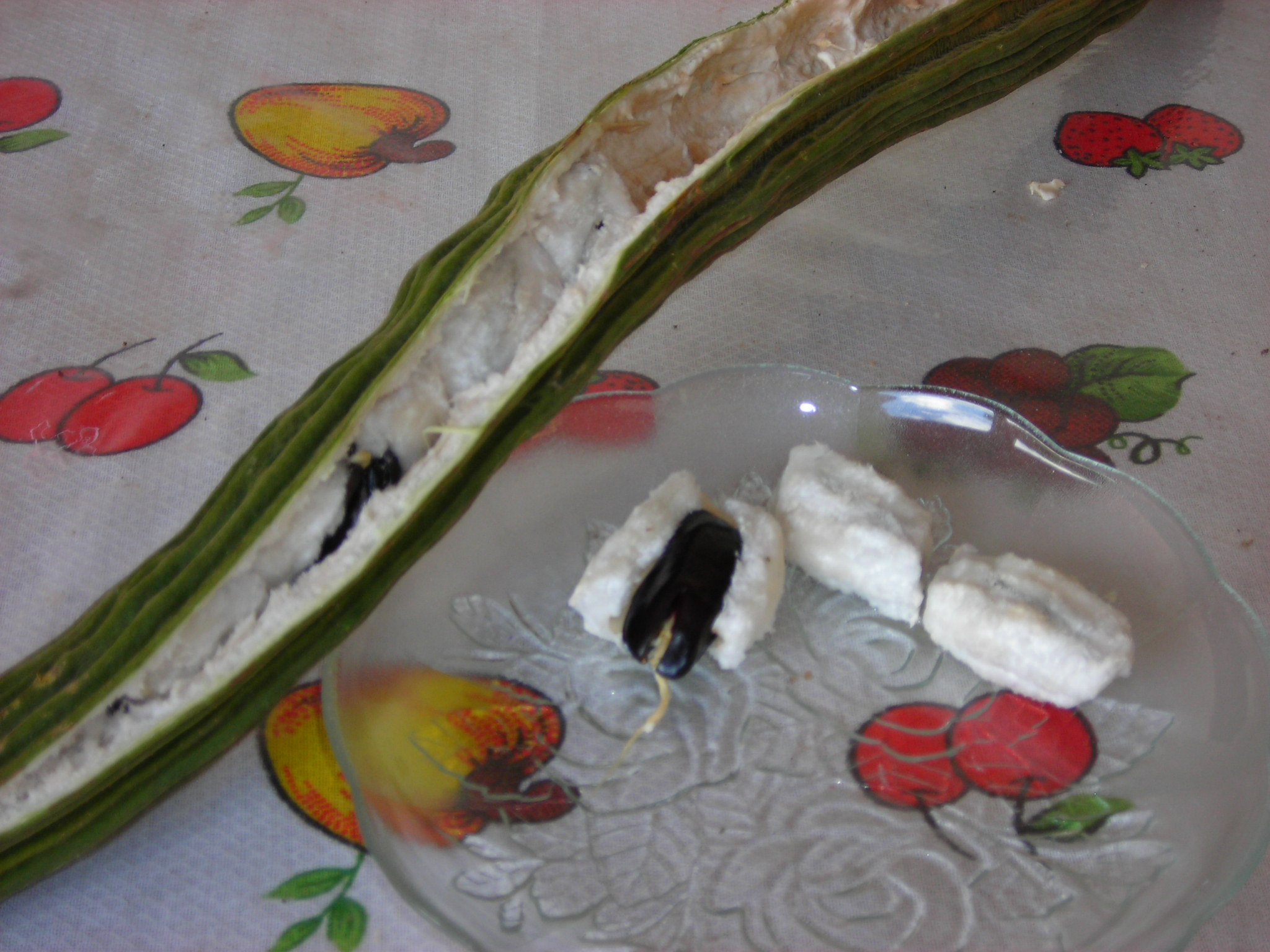
Inga edulis

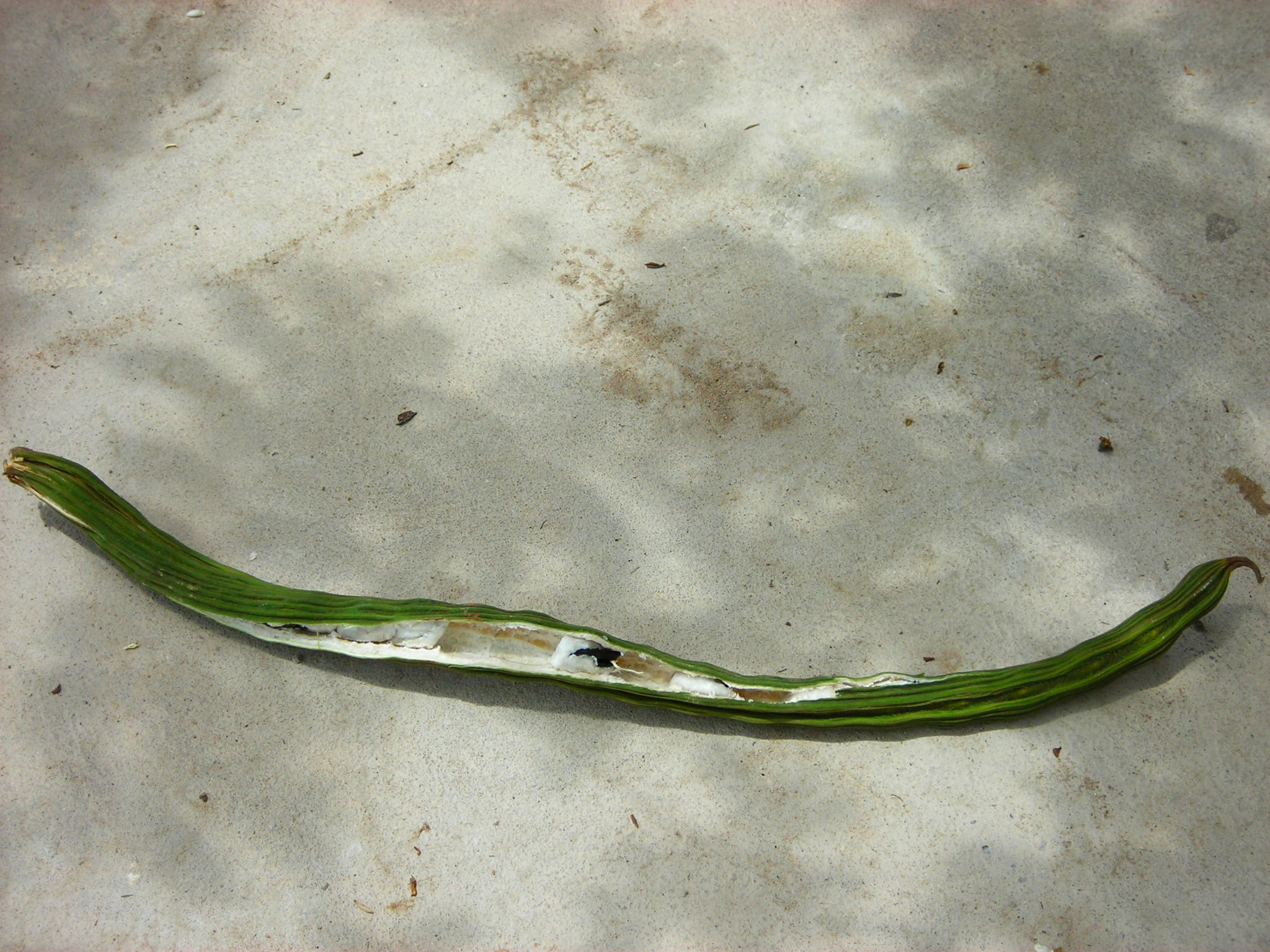
Inga edulis

## Descripción
Árboles de 4 hasta 30 m de alto, con un diámetro de 1 m.. Copa aplanada, amplia, muy extendida con follaje ralo, si dispone de espacio forma una copa abierta que produce una sombra ligera. Tronco recto. Ramas largas. Corteza gris pálida con lenticelas, más o menos lisa con algunos surcos finos; interna de color rosado a castaño y ligeramente amarga con las ramillas ferruginosa-tomentulosas, lenticelas en ángulo o camellones. Hojas 10-18, alternas, pinnadas y vellosas lanceoladas, caducas,  de 18 a 30 cm de largo pecíolos 0.3-2.0 cm largo, de redondos a alados, arregladas en 2 hileras divergentes; raquis 7.0-11.0 cm largo, alado,  margen liso, con ambas superficies ligeramente vellosas elíptica,  folíolos de 3.5-6.0 cm largo por 1.5-3.5 cm ancho, lanceolados a ovados, ocasionalmente elípticos, haz opaco, cenizo a pardo amarillento, escamas denso en la nervadura principal, envés opaco. Inflorescencia generalmente de unas pocas espigas pedunculadas en las axilas de las hojas, o con frecuencia paniculada mediante la inserción de estos picos en los nodos sub-terminales; picos en su mayoría 6-8 cm de largo. Legumbre de hasta 1 m de largo y hasta 2 cm ancho o más ancho, ferrugineous-tomentosas, algo tetragonous o subteretes, los márgenes casi en su totalidad cubre las caras. Flores esbeltas, sésiles o pediceladas, botones florales abiertos, lóbulos que se tocan sin llegar a soldarse a todo lo largo, las flores se tornan amarillo-verdosas a las pocas horas de abrir, las flores tienen estambres alargados y son de 5 a 7.5 cm de largo y de 7.5 a 9cm de ancho, solo una o dos flores se abren por día encada racimo, abren completamente al amanecer, marchitándose durante el día. Cáliz 1.0-1.8 cm largo, en forma de embudo, ocasionalmente semicampanulado, robusto, liso estambres en un tubo estaminal inserto.  El Fruto es una vaina ligeramente curvas y de color castaño 8.0-18.0 cm largo, 1.3-2.2 cm ancho, 0.8-1.3 cm grosor, cilíndricos, acordonadas, rectas a espiraladas, y con 2 estrías anchas longitudinales, contienen una pulpa blanca, con pocas semillas y no se abren al madurar lineares, base sésil a atenuada. Raíz.La información recopilada de cafetaleros sugiere que las raíces tienden a ser superficiales y muy divididas.

### Fruto
El fruto es una vaina aplanada, indehiscente, de color verde, multisurcado longitudinalmente y de largo variable, pudiendo llegar hasta el metro de longitud. Las semillas son verdes, de 3 cm de longitud, con un rango entre 1,4 y 5 cm, cubiertas por una pula (arilo) blanca, suave y azucarada.

## Distribución
Originaria de América tropical, introducida a Cuba. Reportada desde México, Centroamérica y norte de Sudamérica. En México se distribuye en los estados de Campeche, Colima, Chiapas,  Hidalgo, Michoacán, Morelos, Nayarit, Oaxaca, Chihuahua, Guanajuato, Guerrero, Puebla, Querétaro, Quintana Roo, Nuevo León, San Luis Potosí, Sinaloa, Tabasco, Tamaulipas y Veracruz. De México a Sudamérica, incluyendo las Antillas. Presente en Jamaica, La Española, Puerto Rico y Cuba.

## Hábitat

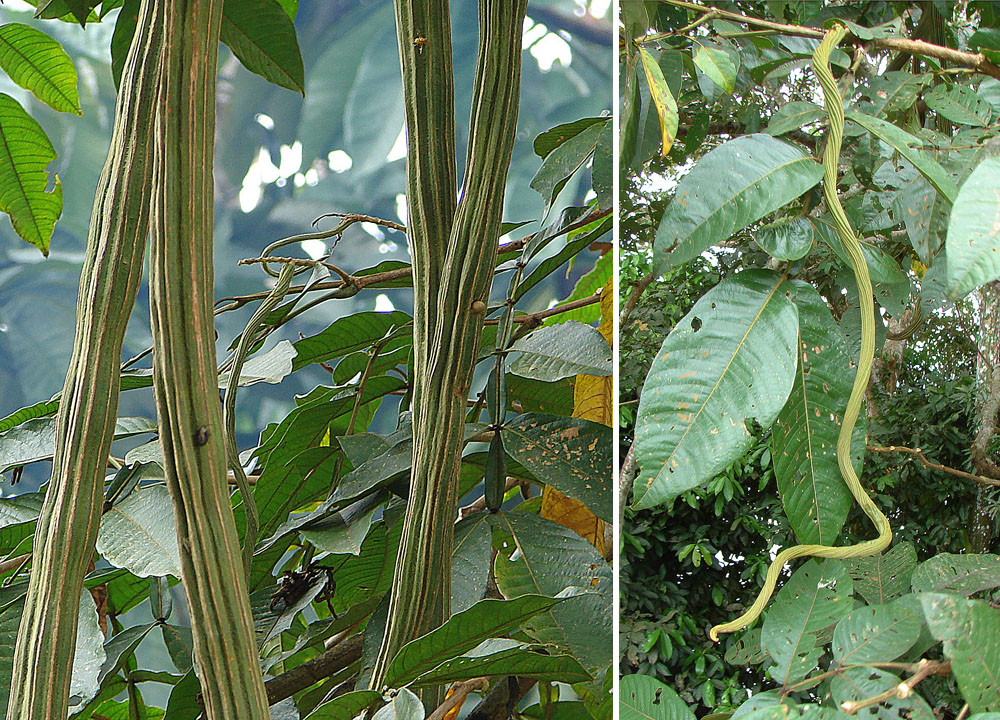
Fruto maduro e inmaduro.

La guama es una planta adaptada a las condiciones de climas tropicales y subtropicales, a climas con temperaturas medias iguales o superiores a 20 °C, siempre y cuando no existan heladas; adaptada a condiciones de precipitación entre 1.000 y más de 5.000 mm, suelos ácidos con pH 4,0 y alta saturación con aluminio y aún en condiciones de suelos de desierto que han sido incorporados en sistemas de riego. Se le encuentra distribuida en toda América del Sur tropical, desde el Océano Pacífico al Océano Atlántico, aunque solamente en la región amazónica existe de manera natural. otras especies del género Inga son cultivadas desde tiempo precolombino en la costa peruana.
Crece bien de 0 a 1800 m s. n. m., preferiblemente con una temperatura media de 15 °C. Es moderadamente resistente a períodos secos. Prefiere suelos profundos, bien drenados y requiere de suelos franco arcillosos a arcillosos; soporta suelos ligeramente ácidos con tendencia a la neutralidad.
Es común en la orilla de ríos y en hondonadas protegidas. Debido a que la planta tolera una gran variedad de tipos de suelo y a que posee cierta resistencia a la sequía, a menudo se le encuentra asociada con una gran variedad de especies forestales. Esta planta crece tanto en climas tropicales como subtropicales. A menudo se le encuentra en zonas de vida tropicales muy húmedas o húmedas, en donde la precipitación anual fluctúa entre 1000 y 4000 mm, aunque también se ha reportado creciendo en áreas secas.
Se le encuentra en las regiones costeras y al pie de las montañas próximas a la costa. Especie Primaria / Secundaria, que se puede encontrar en bosque de encino, bosque de galería, bosque tropical caducifolio, bosque tropical perennifolio, bosque tropical subcaducifolio y matorral xerófilo.

## Estado de Conservación
Parece que hay bastante variabilidad entre procedencias de esta especie, al menos en el tamaño y forma de las hojas, forma de la copa, etc. Supuestamente hay diferencias en la tolerancia a diferentes suelos, incluyendo acidez, humedad, etc., pero todavía no hay datos suficientes como para poder recomendar variedades o procedencias. Registros sobre plántulas forestales naturales y trasplantadas muestran que el crecimiento de las plántulas de Jinicuil es de una tasa baja hasta que aparece un claro en el dosel. Como la especie ocurre a un gran rango de climas y altitudes, al plantarla es muy importante escoger una fuente de semillas apropiada. Si la semilla proviene de una zona seca posiblemente no crecerá bien en una zona húmeda, si es de una zona baja no crecerá bien a altitudes frías y viceversa. Nativa cultivada. No se encuentra bajo ninguna categoría de la norma 059 de la SEMARNAT en México.

## Usos
Se usa, además de fines ornamentales, para generar sombrío, para protección de cuencas, hacer postes, leña, carbón y alimento, pues la pulpa blanca y carnosa de las semillas es comestible y dulce.
Además las semillas son usadas por aborígenes amazónicos por sus propiedades narcóticas.
Sus vainas contienen una docena de semillas verdes las cuales son comestibles cocidas en agua con sal, preparadas de forma semejante a las alubias o frijoles, su sabor es similar al de los garbanzos. La sarcotesta que las rodea también se come (Vargas-Simón et al., 2005). 
El árbol se utiliza en reforestación y para dar sombra a cafetales y cacaoteros. La semilla de sus vainas es conocida como cuajinicuil, paterna, guajinicuil o simplemente jinicuil. 
La fruta de las plantas del género Inga se utilizan como alimento, consumiéndose al natural la pulpa que rodea a la semilla. Esta pulpa es carnosa y de sabor dulce agradable. La madera de ciertas especies se utiliza de manera limitada en la construcción de viviendas rurales. El árbol de algunas especies de Inga se emplea como sombra para el café y el cacao, con la ventaja de mantener la humedad en la capa superficial del suelo. 
Algunas comunidades indígenas de la Amazonia, además de consumir la fruta como alimento, utilizan las semillas y las hojas con fines medicinales: antidiarreico y antirreumático. Las semillas de especies seleccionadas son consumidas por ciertos grupos indígenas de Araracuara. En El Salvador se emplea la corteza de algunas especies para la producción de taninos. En el Vaupés, Colombia, los indígenas utilizan la goma de ciertas especies para fijar los colores destinados a pintar sombreros, canastas y otras artesanías.

## Cultivo

### Métodos de propagación
La propagación es por semilla, la cual tiene más de 90% de poder germinativo; germina cuando la fruta ha completado su desarrollo y aún dentro de la misma vaina. En vivero la semilla es germinada en camas de almácigo con diferentes sustratos, por ejemplo tierra orgánica más arena gruesa en la proporción 2:1, a distanciamientos de 4 por 5 cm o 6 por 6 cm, dependiendo del tamaño de la semilla. La germinación se inicia a los tres días (si es que aún no se ha iniciado al cosechar la fruta) y alcanza el máximo en trece días. Las plántulas alcanzan 28 cm en 20 semanas.
Las semillas pierden viabilidad muy rápidamente y no toleran el secado comportándose como semillas del grupo recalcitrante.

### Prácticas culturales y producción
Las plantas se llevan a campo definitivo cuando tienen entre 40 y 60 cm de altura. Para uso como sombra en plantaciones de café o cacao se utilizan distanciamientos entre 10 y 15 metros, mientras que para cultivos en callejones se utilizan 4 m entre la hilera y 0,5 m entre las plantas. No se tiene experiencia para establecer plantaciones para el cultivo puro de guama/guaba, pero se espera que el distanciamiento entre 6 y 8 m entre plantas y entre hileras. Las plantas alcanzan 2,0 a 4,5 m de altura en 12 meses, dependiendo de la fertilidad del suelo.
La fructificación se inicia a los tres a cuatro años del trasplante en L edulis y a los dos a tres años en L cetifera, aumentando hasta el año ocho a diez en que alcanza el máximo. La vida útil de una planta es estimada en 20 años. No se tienen datos de productividad por planta.
La fonología varía según la zona y según las especies. Las ingas fructifican en Brasil desde septiembre a junio; mientras que en Colombia y Perú se encuentran frutos entre febrero y diciembre.
En plantas con nueve años de edad, la producción de frutos es de alrededor de 45 Kg/árbol. En la región de Belém (Brasil) y en muchas otras zonas de la Amazonia, la producción se distribuye en todos los meses del año, excepto enero, con mayor concentración en mayo, julio, octubre y noviembre.

### Principales plagas y enfermedades
No se han estudiado las plagas que atacan a la guama/guaba, pese a que tiene problemas por ataque de varios insectos a los frutos. En el campo de frutales del CPATU/EMBRAPA en Belém (Brasil); se ha observado con cierta frecuencia el ataque de los frutos por un Chryosomelidae (no identificado a nivel de especie) y de Costalimaita ferruginea. Estos insectos no causan daños a las hojas. Asimismo, los loros y otras aves producen fuertes pérdidas por consumo de las frutas en el árbol.
No se tiene referencia de enfermedades que ataquen a la guama/guaba.

## Composición nutricional
| Agua%  | Proteína% | Carbohidratos% | Fibras% | Calorías(Kcal) | Calcio(Mg) | Fósforo(Mg) | Hierro(Mg) | Magnesio(Mg) | Tiamina(Mg) | Riboflavina(Mg) | Niacina(Mg) |
| ------ | --------- | -------------- | ------- | -------------- | ---------- | ----------- | ---------- | ------------ | ----------- | --------------- | ----------- |
| 84,9 M | 5,5       | 13.6           | 0,8     | 53             | 24         | 18          | 0,4        | 5            | 0,05        | 0,01            | 0,5         |